# والتر والدی
والتر والدی (ایتالیایی: Walter Valdi؛ ‏ ۲۰ اوت ۱۹۳۰ – ۱۳ اکتبر ۲۰۰۳) هنرمند، خواننده-ترانه‌پرداز، بازیگر و خواننده اهل ایتالیا بود.

از فیلم‌ها یا مجموعه‌های تلویزیونی که وی در آن‌ها نقش داشته‌است، می‌توان به زنت را به من قرض بده، دانش‌آموز رفوزه به آقای مدیر چشمک زد، نامزد ودادرس ناحیه اشاره نمود.